# Torvald blandaskald
Torvald blandaskald (Þórvaldr blǫnduskáld) var en isländsk furstelovskald som enligt Skáldatal var knuten till den norske kungen Sigurd Jorsalafare († 1130). Två helmingar  på drottkvätt och en halvstrof på det urgamla versmåttet kviduhatt (kviðuháttr) har bevarats i Skáldskaparmál (2, 47, 53). De tycks alla vara brottstycken ur lovkväden och – åtminstone de drottkvädna – tros härröra från en Sigurðardrápa (en drapa om kung Sigurd).
Om Torvalds levnad och härkomst är ingenting känt. Inte heller tillnamnet "blandaskald" är förklarat.

### Fotnoter
1. ↑  Helming = halv drottkvättstrof.